# Резолюция 178 на Съвета за сигурност на ООН
Резолюция 178 на Съвета за сигурност на ООН е приета единодушно на 24 април 1963 г. по повод жалбата на Сенегал срещу неколкократни нарушения на въздушните и сухопътните му граници, извършени от военновъздушни и сухопътни части на португалската армия, намиращи се Португалска Гвинея.
На 10 април 1963 г. постоянният представител на Сенегал в ООН изпраща писмо до председателя на Съвета за сигурност, с което от името на правителството на Сенегал моли за свикване на заседание на Съвета, което да разгледа случая от 9 април, когато четири португалски самолета навлизат в сенегалското въздушно пространство и бомбардират град Буняк. Писмото напомня и по-ранни случаи от 1961 г., когато на 16 декември португалски сухопътни войски навлизат в граничния сенегалски град Бакакапатапа от територията на Португалска Гвинея, а на 21 същия месец португалски изтребители прелитат на ниска височина над сенегалския регион Оуасу, а моторизирани колони на португалската армия, преследващи дезертьори, пресичат неправомерно сенегалската сухопътна граница.
Първото заседание на Съвета по въпроса с жалбата на Сенегал е свикано на 17 април 1963 г. Въпросът остава основна тема и по време на останалите шест заседания на Съвета за сигурност, на някои от които Съветът кани да присъстват без право на глас представители на Габон и Република Конго (Бразавил). Сенегалският представител изнася данни за инцидентите в пограничните райони, които според правителството му имат преднамерен характер и които могат да се обяснят с колониалната политика на Португалската страна в Африка. Сенегалският представител обвинява Португалската страна, че създава напрежение в региона, което заплашва да прерасне в международен конфликт. Португалският представител се опитва да убеди Съвета в несъстоятелността на сенегалските обвинения и уверява, че страната му зачита суверенитета и териториалната цялост на Сенегал. Зад Сенегал застават повечето от непостоянните членове на Съвета и Съветската страна, които отправят остри критики срещу агресивната колониална политика на Португалия в региона. По-умерени позиции заемат Франция, Обединеното кралство и Съединените щати, които настояват дискусиите да не излизат извън конкретиката на въпроса за пограничните инциденти между Сенегал и Португалска Гвинея.
Като взема предвид обвиненията на сенегалската страна и след като изслушва представителите на страните, поканени да изложат позициите на правителствата си пред Съвета, Съветът за сигурност приема Резолюция 178, проектотекстът на която е предложен от Гана и Мароко. Резолюцията осъжда инцидентите в пограничната зона между Сенегал и Португалска Гвинея и изразява безпокойството на Съвета, че състоянието на отношенията между заинтересованите страни може да доведе до напрежение при всеки инциденти, и изразява надежда, че подобно напрежение ще бъде елиминирано съгласно принципите, изложени в Хартата на Обединените нации. Освен това, като взема предвид изявленията на португалското правителство и неговите намерения строго да уважава суверенитета и териториалната цялост на Сенегал, Резолюция 178 осъжда навлизането на португалски военни сили в Сенегал и инцидента в Буняк от 8 април 1963 и призовава правителството на Португалия да предприеме всички необходими мерки в съответствие с декларираните от него намерения, за да не допуска каквито и да било нарушения на сенегалския суверенитет и териториална цялост. Резолюцията призовава генералния секретар на организацията да постави ситуацията в Сенегал под наблюдение.